# Веточка
Веточка (бел. Ветачка) — деревня в Городецком сельсовете Рогачёвского района Гомельской области Беларуси.

## География

### Расположение
В 24 км на юго-восток от районного центра и железнодорожной станции Рогачёв (на линии Могилёв — Жлобин), 102 км от Гомеля.

### Гидрография
На реке Ржача (приток реки Ржавка).

## Транспортная сеть
Транспортные связи по просёлочной, затем автомобильной дороге Столпня — Гадиловичи. Планировка состоит из прямолинейной улицы, ориентированной с юго-запада на северо-восток, к которой присоединяется чуть выгнутая широтная и 2 короткие прямолинейные улицы. Застройка двусторонняя, деревянная, усадебного типа.

## История
Обнаруженные археологами курганные могильники XI—XII веков (47 насыпей в 0,5 км на юго-восток и 32 насыпи, в 150 м на юг от деревни) свидетельствуют о заселении этих мест с давних времён. По письменным источникам известна с XIX века как селение в Рогачёвском уезде Могилёвской губернии. С 1870 года в фольварке работала сукновальня. В 1879 году местный помещик владел здесь 160 десятинами земли, водяной мельницей и сукновальняй. Согласно переписи 1897 года в Городецкой волости. В 1909 году в деревне 134 десятин земли, в фольварке — 140 десятин земли.
В 1925 году околица и деревня, позже околица присоединена к деревне. В 1931 году жители вступили в колхоз. Во время Великой Отечественной войны в декабре 1943 года оккупанты сожгли 80 дворов и убили 4 жителей. 43 жителя погибли на фронте. Согласно переписи 1959 года в составе колхоза «Дружба» (центр — деревня Высокое.

## Население
- 1897 год — 10 дворов, 77 жителей (согласно переписи).
- 1909 год — 13 дворов, 81 житель; в фольварке 5 жителей.
- 1925 год — в деревне 20 дворов и в одноимённой околице 5 дворов.
- 1940 год — 89 дворов, 267 жителей.
- 1959 год — 305 жителей (согласно переписи).
- 2004 год — 30 хозяйств, 159 жителей.